# 塞拉多拉达体育场
塞拉多拉达体育场（Estádio Serra Dourada），巴西戈亚斯州戈亚尼亚的一个足球体育场，于1975年正式开放。该体育场由普利策建筑奖得主保罗·门德斯·达·罗查设计。该体育场为戈亚斯州政府所有。该体育场为戈亚斯竞技俱乐部、维拉诺瓦足球俱乐部的主场所在地。